# Azul de metileno
El azul de metileno, también conocido en el ámbito farmacéutico como cloruro de metiltionina, es un colorante orgánico con propiedades antisépticas, utilizado en el tratamiento de la metahemoglobinemia. También se utiliza para el teñido de ciertas fibras y en el estampado de telas, así como en la tinción celular de ciertas preparaciones microscópicas.
Es un compuesto químico heterocíclico aromático con fórmula molecular: C16H18ClN3S.

## Historia
El azul de metileno se sintetizó originalmente en 1876 como un tinte a base de anilina para la industria textil, pero científicos como Robert Koch y Paul Ehrlich se dieron cuenta rápidamente de su potencial para usarlo como tinción en microscopía.
La observación de la tinción selectiva e inactivación de especies microbianas condujo a hacer pruebas con tintes a base de anilina contra enfermedades tropicales. El azul de metileno fue el primer compuesto de este tipo que se administró a humanos, y se demostró que era efectivo en el tratamiento de la malaria[cita requerida]. El azul de metileno también fue el primer compuesto sintético usado como antiséptico en la terapia clínica, y el primer colorante antiséptico que se usó terapéuticamente. De hecho, el uso del azul de metileno y sus derivados fue generalizado antes del advenimiento de las sulfonamidas y la penicilina.

## Medicina

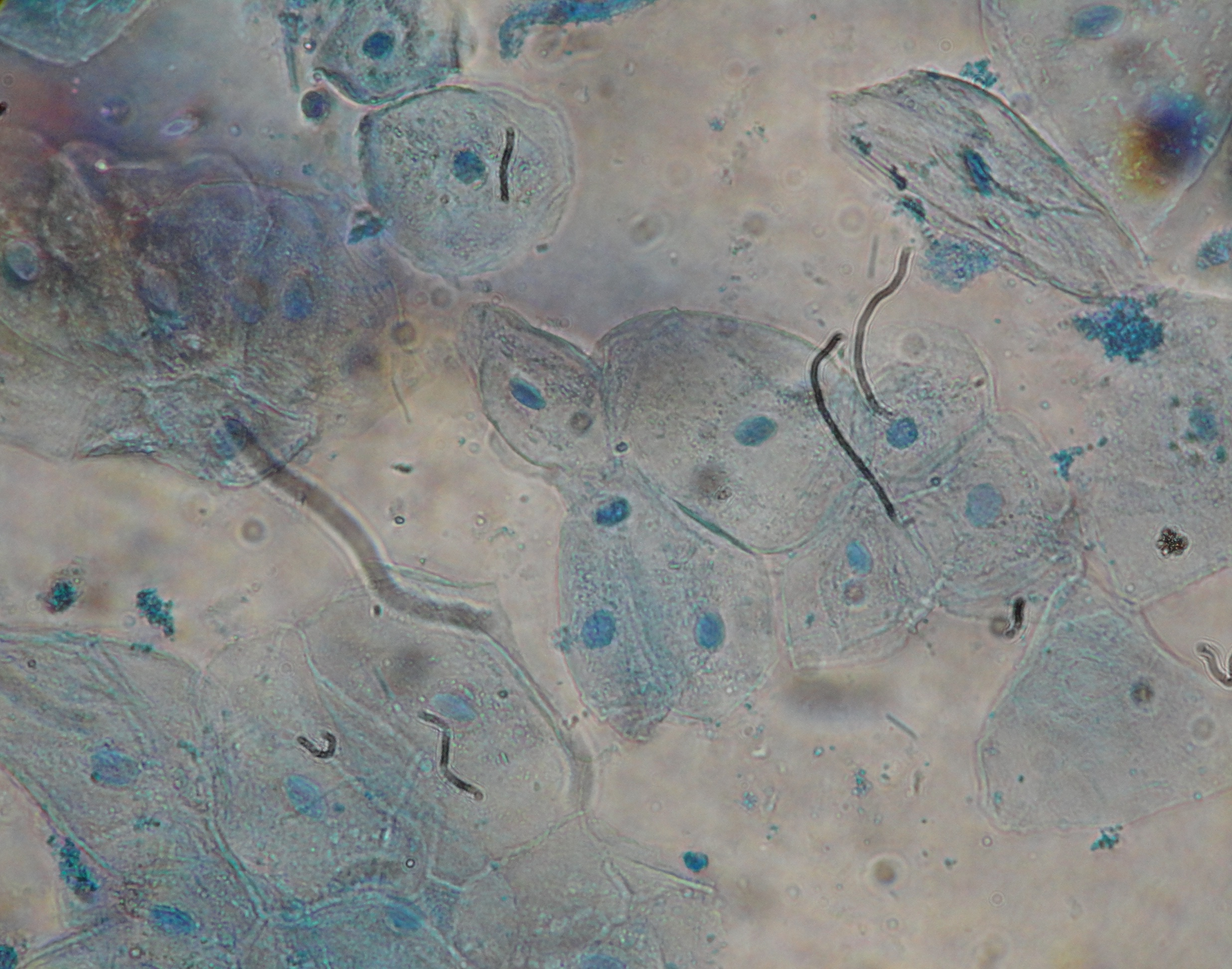
Células epiteliales teñidas con azul de metileno.

El azul de metileno se usa como tintura para teñir ciertas partes del cuerpo antes o durante la cirugía. Su uso es principalmente como antiséptico tópico y cicatrizante interno. También se utiliza como colorante en las tinciones para la observación en el microscopio, y para teñir resultados en los laboratorios.
La metahemoglobinemia puede ser tratada con suplementos de oxígeno y azul de metileno en disolución al 1 % (10 mg/mL) que se administra de 1 a 2 mg/kg por vía intravenosa. También se ha usado por vía oral. El azul de metileno restaura el hierro de la hemoglobina a su estado transportador de oxígeno normal (reducido).
Aunque en el pasado la empresa farmacéutica TauRx Therapeutics había propuesto que el uso de un derivado del azul de metileno (Rember©) retrasa el deterioro de las funciones cognitivas de los enfermos de Alzheimer; estudios más recientes no lograron demostrar tales beneficios en personas con Alzheimer leve o moderado. La enfermedad progresó de forma extremadamente similar con la droga que con el placebo. Tener en cuenta que la formulación empleada en estos ensayos clínicos no es la utilizada para teñir las células y, por tanto, no debe utilizarse para ello.
Como el mecanismo sugerido era la inhibición de la agregación de la proteína Tau, adicionalmente se había sugerido que podía mejorar la función mitocondrial y por ello, se había propuesto para ser utilizado en la lucha contra la enfermedad de Parkinson.

### Acuicultura
Se usa en acuicultura de peces tropicales para tratar las infecciones fúngicas; es importante aclarar que no debe usarse como prevención de enfermedades, puesto que su uso también puede acabar con la microfauna del ambiente de los acuarios. También puede ser efectivo para tratar peces infectados con el parásito protozoa ich: Ichthyophthirius multifiliis. Es usado principalmente para proteger los huevos de peces recién puestos contra la infección por hongos o bacterias. Esto es útil si se quiere incubar artificialmente los huevos de peces. El azul de metileno resulta muy eficaz cuando es utilizado como «baño medicinal de pescado» para el tratamiento de amoniaco, nitrito y el envenenamiento por cianuro, así como para el tratamiento tópico e interno de peces heridos o enfermos como una «primera respuesta».[cita requerida]

### Propiedades
Esta sustancia tiene forma de cristales o polvo cristalino y presenta un color verde oscuro, con brillo bronceado. Es inodoro y estable al aire. Sus disoluciones en agua o en alcohol son de color azul intenso. Es fácilmente soluble en el agua y en cloroformo; también es moderadamente soluble en alcohol.
También sirve contra los hongos de las uñas; otro uso es para tintar la ropa blanca cuando se vuelve amarillenta. En países de la ex Unión Soviética, utiliza para desinfectar heridas y también aliviar el picor de las picaduras de mosquitos.[cita requerida]

## Datos técnicos
Trihidrato:
- Número CAS: [7220-79-3]
- C16H18N3ClS·3H2O
- PM: 373,90

Anhidro:
- Número CAS: [61-73-4]
- C16H18N3ClS
- PM: 319,852
- Soluble en agua, etanol, cloroformo; insoluble en éter; ligeramente soluble en piridina